# Heiligkreuz TG
| TG ist das Kürzel für den Kanton Thurgau in der Schweiz. Es wird verwendet, um Verwechslungen mit anderen Einträgen des Namens Heiligkreuz zu vermeiden. |

Heiligkreuz ist eine ehemalige Ortsgemeinde und eine Siedlung der Gemeinde Wuppenau im Bezirk Weinfelden des Kantons Thurgau in der Schweiz.
Das westlich von Bischofszell gelegene Kirchendorf Heiligkreuz bildete bis 1970 eine Ortsgemeinde der Munizipalgemeinde Wuppenau. Am 1. Januar 1971 fusionierten die Ortsgemeinden Heiligkreuz, Hosenruck und Wuppenau zur Einheitsgemeinde Wuppenau. Im Jahr 2010 hatte Heiligkreuz 15 Einwohner.

## Geschichte

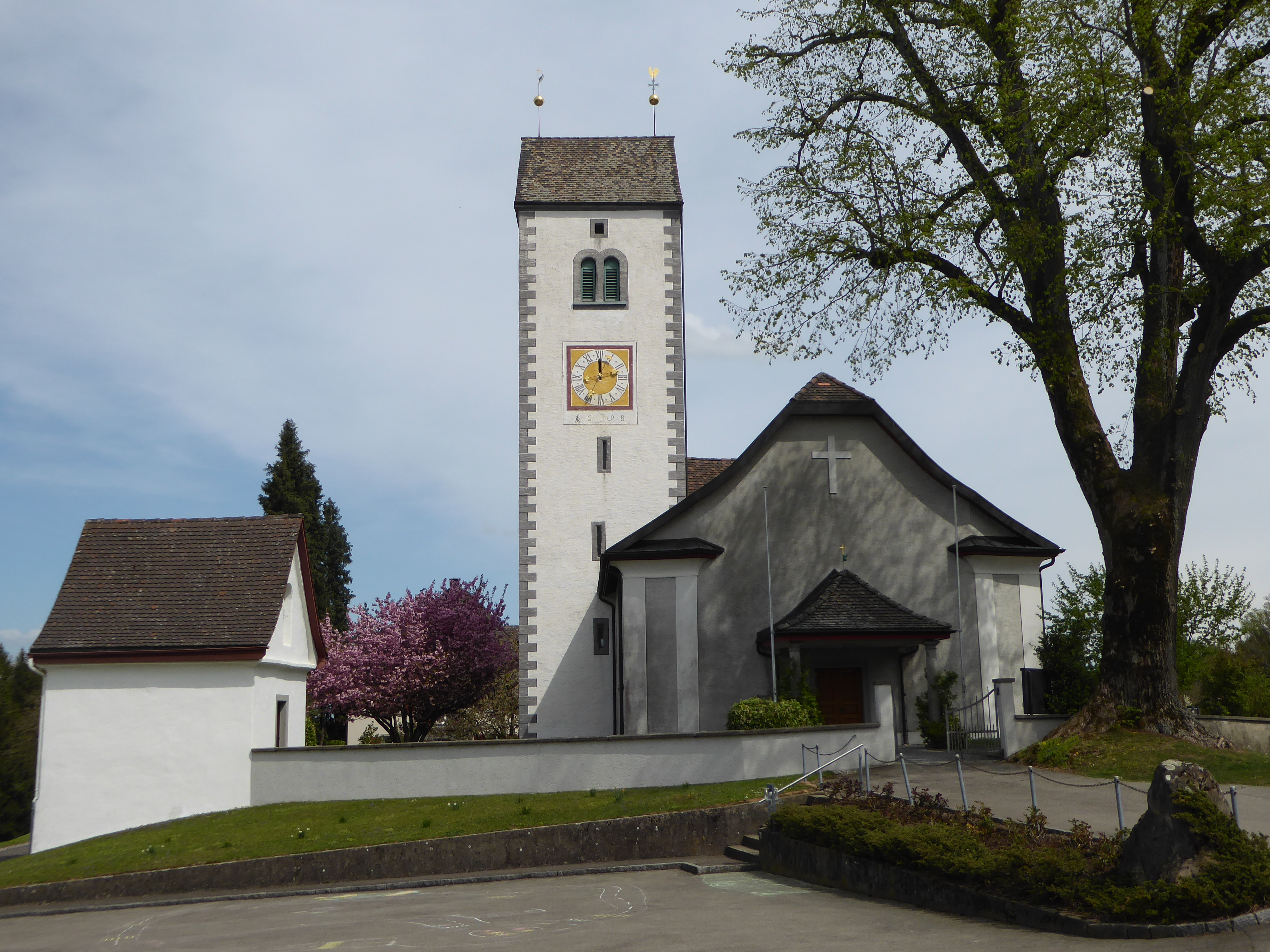
Katholische Kirche St. Johannes Nepomuk

Heiligkreuz wurde 1275 als Amptencelle urkundlich erwähnt. Bis ins 16. Jahrhundert trug der Ort den Namen Amtzell bzw. Amptenzell, ab dem 16. Jahrhundert bürgerte sich, vom Kirchenpatrozinium stammend, der heutige Name ein.
Vom Mittelalter bis 1798 war Heiligkreuz Teil des fürstäbtisch-sankt-gallischen Berggerichts und wurde vom Wileramt aus verwaltet. 1497 erfolgte eine Offnung. Die Pfarrei Heiligkreuz (Amptenzell) dehnte sich über das Berggericht in den Thurgau und in äbtisch-sankt-gallisches Gebiet aus. Nachdem die Gemeinde den neuen Glauben angenommen hatte, begann das Kloster St. Gallen die Gegenreformation voranzutreiben: 1540 verlor die evangelische Bevölkerung die Kaplanei an den Abt, um 1575 erlosch der evangelische Gottesdienst ganz. Seit 1718 gehören die evangelischen Einwohner zur Kirchgemeinde Schönholzerswilen.

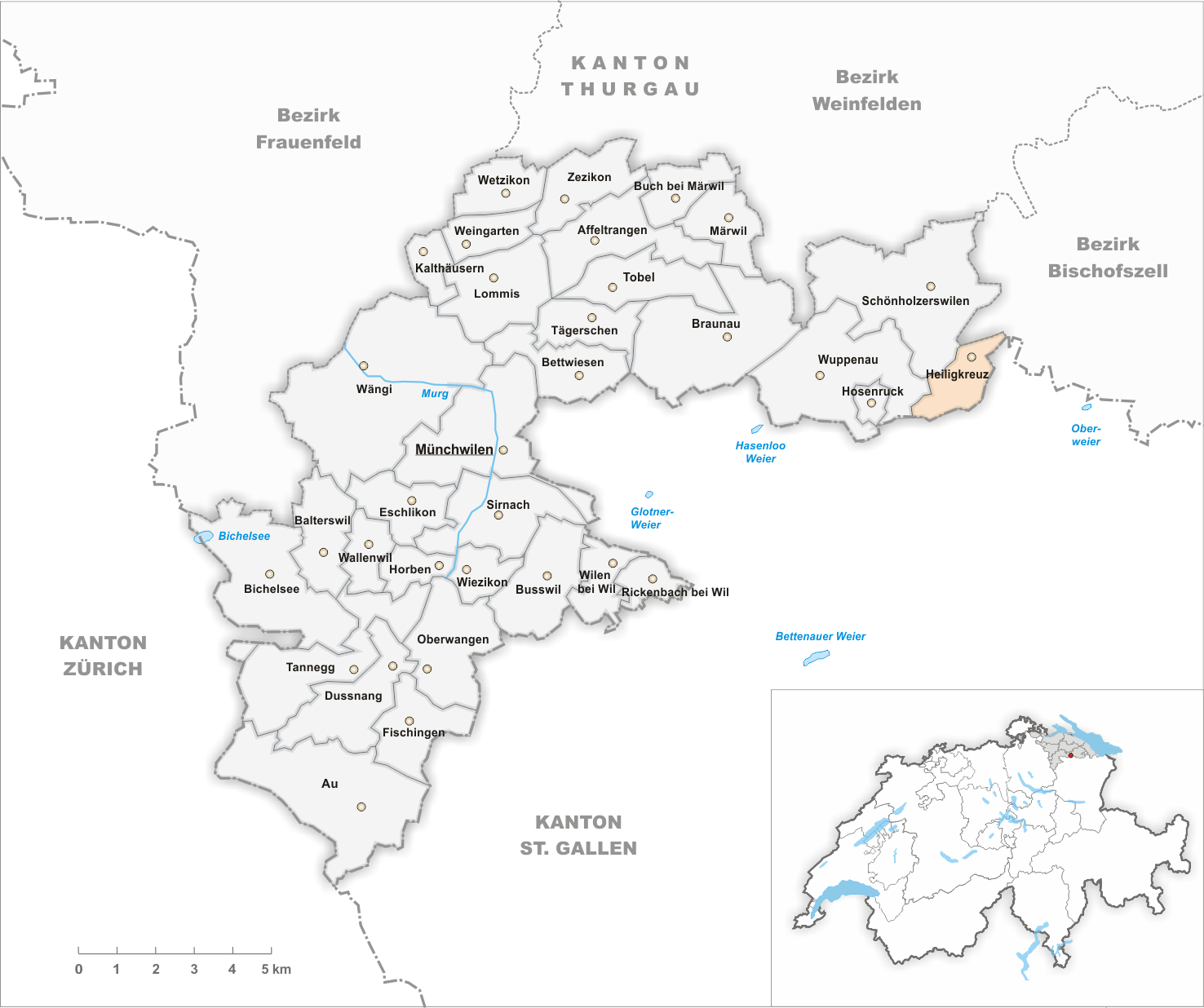
Gemeindestand vor der Fusion im Jahr 1971

Im 19. Jahrhundert wurde vor allem Acker- und Obstbau betrieben, ausserdem gab es eine Weberei. Gegen Ende des 19. Jahrhunderts erfolgte der Übergang zur Vieh- und Milchwirtschaft. In Heiligkreuz ist die Landwirtschaft bis in die Gegenwart der wichtigste Erwerbszweig geblieben.

## Bevölkerung
| Jahr         | 1850  | 1900  | 1941  | 1950  | 1970  | 2000  | 2010  | 2018  |
| Ortsgemeinde | 218   | 168   | 184   | 160   | 138   |       |       |       |
| Siedlung     |       |       |       |       |       | 20    | 15    | 18    |
| Quelle       | [ 2 ] | [ 2 ] | [ 2 ] | [ 2 ] | [ 2 ] | [ 5 ] | [ 4 ] | [ 6 ] |

## Sehenswürdigkeiten
Die Gründung der katholischen Kirche St. Johannes Nepomuk in Heiligkreuz geht bis ins 9. Jahrhundert zurück. Aufgrund des markanten Turmes mutet die Kirche mittelalterlich an. Mehrere Renovationen gaben ihr das heutige Aussehen. Die Kirche und das Restaurant «Traube» in Gabris sind in der Liste der Kulturgüter in Wuppenau aufgeführt.
Heiligkreuz ist im Inventar der schützenswerten Ortsbilder der Schweiz aufgelistet.